# Dąbrówka Drygalska
Dąbrówka Drygalska [dɔmˈbrufka drɨˈɡalska] (tiếng Đức: Dombrowken 1938-45: Altweiden)  là một ngôi làng ở quận hành chính của Gmina Biała Piska, thuộc huyện Piski, Warmińsko-Mazurskie, ở miền bắc Ba Lan. Nó nằm khoảng 5 kilômét (3 mi)  về phía đông bắc của Biała Piska, 21 km (13 mi) về phía đông của Pisz và 107 km (66 mi) về phía đông của thủ đô khu vực Olsztyn.
Trước năm 1945, khu vực này là một phần của Đức (Đông Phổ).
Làng có dân số 40 người.